# Tip 60
Tip 60 je lako protutenkovsko vozilo (lovac tenkova) razvijen u Japanu kasnih 1950-ih. Glavno naoružanje čine dva M40 106 mm topa.

## Razvoj
Sredinom 1950-ih Japanske kopnene samoobrambene snage potpisale su ugovor o projektiranju jednog prototipa vozila kojeg bi u suradnji napravile Komatsu (SS1) i Mitsubishi Heavy Industries (SS2). Prototip je trebao imati 6-cilindrični dizel motor snage 110 KS i trebao je nositi dva 105 mm (4,1 in) topa. Prototip je dovršen 1956. godine. Sljedeća serija prototipa je napravljena s 4 topa, ali ugradnja maeričkog M40 topa prisilala je konstuktore na postavljane samo dva topa. Treću seriju prototipova je naoravila tvrtka Komatsu pod oznakom SS4, koja je od ostalih serija bila teža i imala ugrađen snažniji motor, novu tansmisiju, spojku i dodatnu transmisiju s dvije brzine. Ova vozila primljena su u službu u rujnu 1960. godine.
Od 1974. ugrađen je 150 KS jak Komatsu SA4D105 zrakom hlađeni 6-cilindrični motor. 2001. Japan je u službi imao 140 Tip 60 lovaca tenkova.